# Ташкент (большой противолодочный корабль)
Ташкент — большой противолодочный корабль проекта 1134Б. Назван в честь лидера эскадренных миноносцев Ташкент Черноморского флота (1939-1942). Состоял в Тихоокеанском флоте СССР.

## Строительство
5 июля 1974 года зачислен в списки кораблей ВМФ СССР. 22 ноября 1974 года заложен на судостроительном заводе имени 61 коммунара в Николаеве (заводской номер — 2006).

## Служба
Вступление корабля в строй состоялось 31 декабря 1977 года.
17 февраля 1978 года приказом Главного Командования ВМФ включен в состав Краснознамённого Тихоокеанского флота, до этого был временно подчинён командованию Черноморского флота. 24 февраля 1979 года начал переход из Севастополя во Владивосток, завершившийся 3 июля того же года.
20 декабря 1988 года был поставлен в Николаеве на капитальный ремонт, но после распада СССР 3 июля 1992 года был исключён из состава ВМФ СССР. 29 октября того же года расформирован, 10 августа 1994 года отправлен в Индию для последующей разделки на металлолом.